# Sárgás szitakötő
A sárgás szitakötő (Gomphus flavipes) Európa és Ázsia síkvidéki, iszapos folyói mentén élő, a folyami szitakötők családjába tartozó rovarfaj.

## Megjelenése

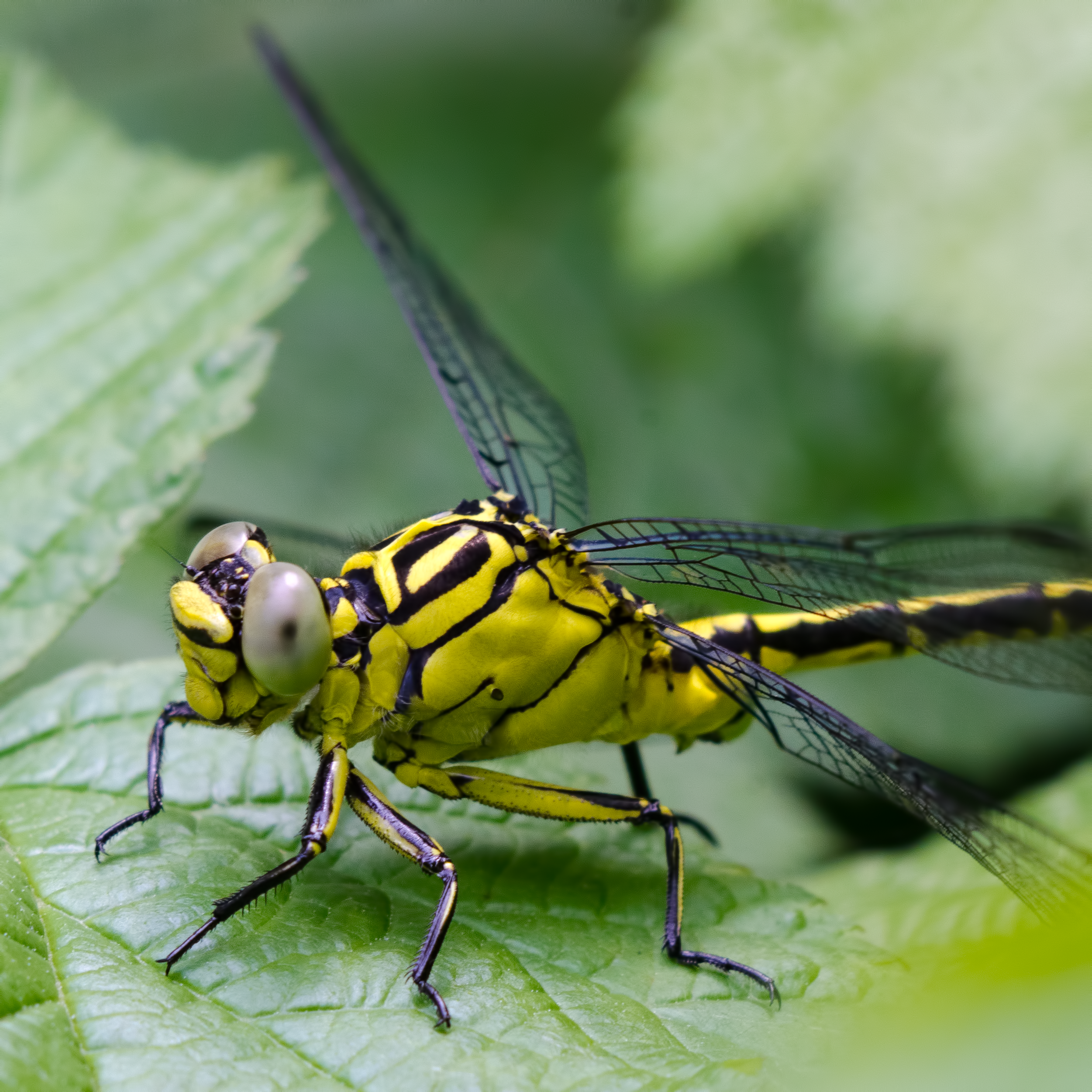
Fiatal hím. A tor mintázata alapján különíthető el a hasonló fajoktól

A sárgás szitakötő testhossza 50–55 mm, szárnyfesztávolsága eléri a 70–80 mm-t is. Tora és potroha alapszíne a sárga, amelyen fekete mintázatok láthatóak. A többi Gomphus fajtól jól elkülöníti a tor mintázata: mindkét oldalon három-három, hosszanti, egymástól egyenlő távolságra lévő fekete csík található rajta. A felső csík elülső vége beleolvad a második sávba. A lábak szintén fekete-sárgák.
A hímek alapszíne halványabb sárga (esetleg kissé zöldes), szemük halványkék, potrohuk vége jól láthatóan kiszélesedik. A nőstények élénksárgák, szemük halványzöld és a potrohvégi vastagodás nem annyira feltűnő.
Hasonló fajok a Magyarországon is honos nyugati szitakötő (Gomphus pulchellus) és a mediterrán Gomphus simillimus, amelyektől a tor mintázata alapján lehet elkülöníteni.

## Elterjedése
Közép- és Kelet-Európában, valamint Ázsia mérsékelt övi régióiban honos, egészen Kelet-Szibériáig. Nyugat-Európában a 20. században erősen visszaesett a létszáma, de újabban ismét gyarapodóban van. Közép-Franciaországban van egy izolált populációja. Európában elterjedésének déli határa Észak-Görögországban található. Ázsiai populációit G. flavipes lineatus (Kis- és Közép-Ázsia) és G. flavipes sibirica (Szibéria) néven külön alfajként is kezelik, de az elterjedési határok tisztázatlanok.
Magyarországon a nagyobb folyóknál fordul elő (Duna, Rába, Dráva), de különösen a Tisza-menti populációja jelentős. 

## Életmódja

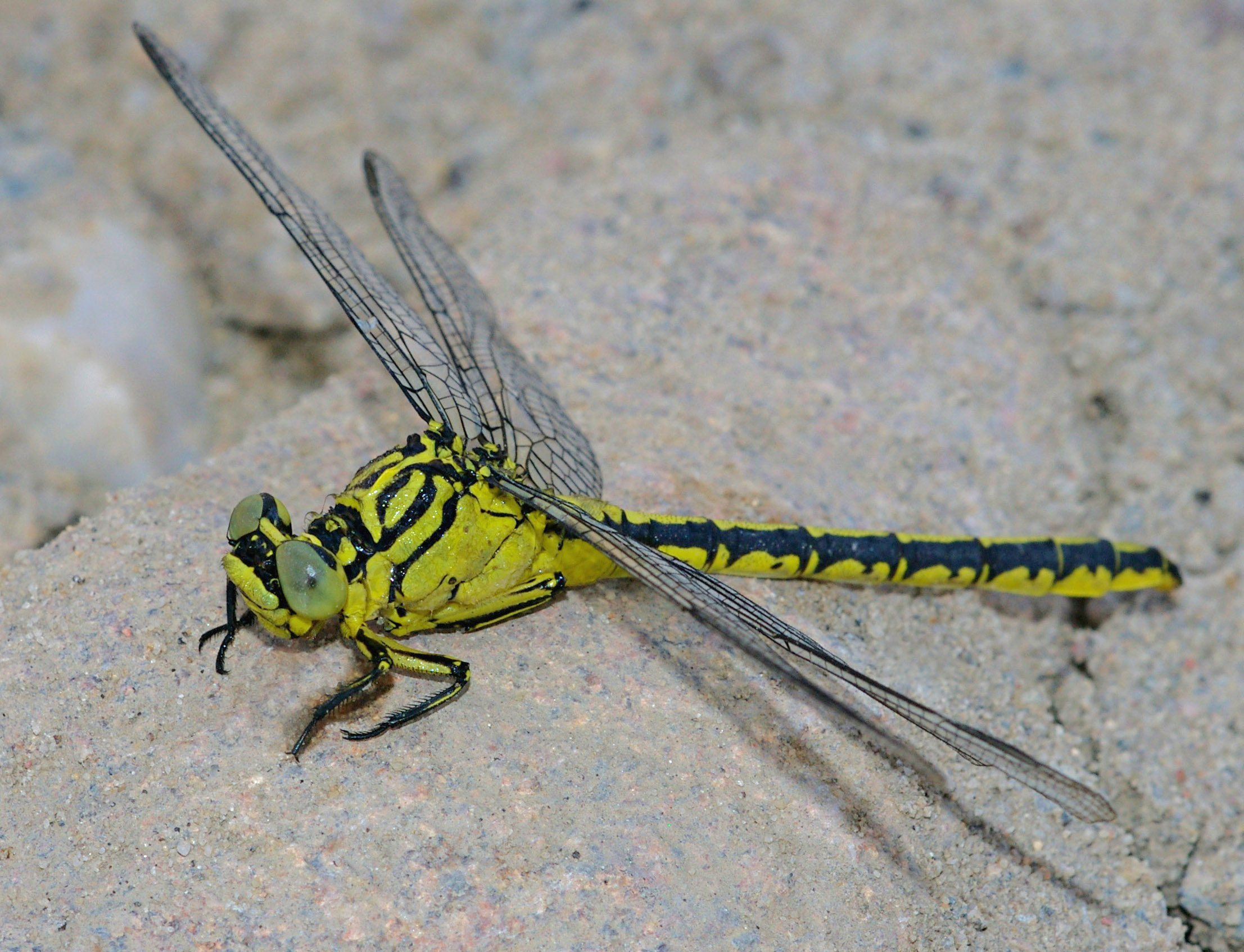
Nőstény példány

A sárgás szitakötő főleg a síkvidéki nagyobb folyókat kedveli, ahol lárvája puha, iszapos aljzatot talál. A kis oxigéntartalmú, bomló szerves anyaggal teli állóvizeket azonban kerüli. Lárvája az iszapba ássa be magát, az abban található férgekkel, kisebb állatokkal táplálkozik. Főleg éjjel aktív. Három évig fejlődik, eközben 14-szer vedlik. Az imágók június végén-július elején bújnak ki, bár néha szeptemberben vagy június elején is megfigyelhető kibújásuk. Ezután két hétig, teljes kifejlődésükig eltávolodnak a vizektől, majd visszatérnek a folyóhoz párosodni. Nappal a folyó közepén, a nyílt vízen mozognak, a párosodás a part menti bozótosokban, füzesekben történik, ezért megfigyelésük nem könnyű. Karcsú, mozgékony szitakötőfaj, nagyobb távolságokra is elkóborol. Ősz közepéig (szeptember vége, október eleje) repülnek.
Magyarországon védett, természetvédelmi értéke 50 000 Ft.

## Fordítás
- Ez a szócikk részben vagy egészben  az   Asiatische Keiljungfer című német Wikipédia-szócikk ezen változatának fordításán alapul.  Az eredeti cikk szerkesztőit annak laptörténete sorolja fel. Ez a jelzés csupán a megfogalmazás eredetét és a szerzői jogokat jelzi, nem szolgál a cikkben szereplő információk forrásmegjelöléseként.